# إيرفن هوفمان
إيرفن هوفمان هو راكب الكنو مجري، ولد في 1969.